# O Pereiro de Aguiar
O Pereiro de Aguiar è un comune spagnolo di 5 292 abitanti situato nella comunità autonoma della Galizia.